# 雷兰曦
雷兰曦（1998年1月25日—），广东东莞人，中國男子羽毛球运动员。

## 簡歷
2016年11月，雷兰曦随中国隊出戰在西班牙毕尔巴鄂舉行的世界青年羽毛球錦標賽，在混合团体赛中夺得金牌。
2019年9月，雷兰曦出战在白俄罗斯明斯克举办的白俄罗斯羽毛球国际系列赛，从资格赛起一路杀进决赛，连胜8场夺得男单冠军。

## 主要比賽成績
只列出曾進入準決賽的國際賽事成績：
| 年份   | 賽事                     | 公開賽級別 | 項目     | 成績   |
| ------ | ------------------------ | ---------- | -------- | ------ |
| 2016年 | 世界青年羽毛球錦標賽     | 其他       | 混合團體 | 冠軍   |
| 2019年 | 白俄羅斯羽毛球國際賽     | 國際系列賽 | 男子单打 | 冠軍   |
| 2022年 | 瑪琅羽毛球國際挑戰賽     | 國際挑戰賽 | 男子单打 | 亞軍   |
| 2022年 | 越南羽毛球國際系列賽     | 國際系列賽 | 男子單打 | 亞軍   |
| 2022年 | 馬來西亞羽毛球國際系列賽 | 國際系列賽 | 男子單打 | 亞軍   |
| 2023年 | 亞洲羽毛球混合團體錦標賽 | 其他       | 混合團體 | 冠軍   |
| 2023年 | 奧爾良羽毛球大師賽       | 超級300賽  | 男子單打 | 準決賽 |
| 2023年 | 杭州羽毛球國際挑戰賽     | 國際挑戰賽 | 男子單打 | 冠軍   |
| 2023年 | 韓國羽毛球大師賽         | 超級300賽  | 男子單打 | 準決賽 |
| 2024年 | 亞洲羽毛球團體錦標賽     | 其他       | 男子團體 | 冠軍   |
| 2024年 | 奧爾良羽毛球大師賽       | 超級300賽  | 男子單打 | 準決賽 |
| 2024年 | 美國羽毛球公開賽         | 超級300賽  | 男子單打 | 亞軍   |
| 2024年 | 香港羽毛球公開賽         | 超級500賽  | 男子單打 | 亞軍   |

| 2007-2017年 | 首要超級賽 | 超級賽 | 黃金大獎賽 | 大獎賽 | 國際挑戰賽 | 國際系列賽 | 未來系列賽 | 其他 |

| 2018-2026年 | 總決賽 | 超級1000賽 | 超級750賽 | 超級500賽 | 超級300賽 | 超級100賽 | 國際挑戰賽 | 國際系列賽 | 未來系列賽 | 其他 |